# Carsan
Carsan – miejscowość i gmina we Francji, w regionie Oksytania, w departamencie Gard.
Według danych na rok 1990 gminę zamieszkiwało 509 osób, a gęstość zaludnienia wynosiła 43 osoby/km² (wśród 1545 gmin Langwedocji-Roussillon Carsan plasuje się na 514. miejscu pod względem liczby ludności, natomiast pod względem powierzchni na miejscu 657.).